# Bellenberg
Bellenberg ist eine Gemeinde im schwäbischen Landkreis Neu-Ulm in Bayern.

## Geographie
Bellenberg liegt etwa einen Kilometer östlich des bayerisch-württembergischen Grenzflusses Iller zwischen den Städten Vöhringen im Norden und Illertissen im Süden und 15 Kilometer südlich des Ballungsraumes Ulm/Neu-Ulm. Zu erreichen ist der Ort über die Bundesautobahn 7, die Staatsstraße 2031 und die Bahnstrecke Ulm–Memmingen. Die Höhenlage im Ort liegt bei 504,2 m ü. NHN, auf dem Schloßberg bei 551,5 m ü. NHN.
Außer dem Pfarrdorf Bellenberg gibt es keine weiteren Gemeindeteile. Westlich der Gemeinde liegt mit dem Naturwald Auwälder der unteren Iller ein Großschutzgebiet für Auwälder.

## Geschichte
Am 12. Juli 1302 wurde Bellenberg erstmals urkundlich erwähnt: „Cunrat der Bellenbergaer“ ist Zeuge beim Verkauf eines Meierhofes durch Graf Albrecht von Marsteten an das Heilig-Geist-Spital in Augsburg.
Archäologische Ausgrabungen auf den Schwarzäckern bei der Ziegelei haben zudem belegt, dass es bereits in der Mittelbronzezeit (etwa 1500 bis 1300 v. Chr.) ein Siedlungsraum war. Ein beim Bau der Illertalbahn entdeckter Reihengräberfriedhof beweist, dass Bellenberg im 3./4. Jahrhundert von Alemannen bewohnt war.
Die vermutlich von den Rittern von Laupheim auf den Ruinen eines römischen Wachturms erbaute Burg, auf dem Schlossberg, war Mittelpunkt der Herrschaft Bellenberg. Sie wurde gegen Ende des 14. Jahrhunderts im Städtekrieg von den Ulmern zerstört. Die Ulmer benutzten die Steine der zerstörten Burg als Baustoff für das Ulmer Münster.
Die Herren von Ellerbach waren von 1357 bis 1570 Inhaber der Herrschaft Bellenberg.
Im Jahr 1804 kommt Bellenberg zu Bayern, da es für den Kurfürsten einen besonderen Wert hatte, da es mitten im kurbayerischen Gebiet lag. Auf dem Schloßberg wird 1862 die Maria-Hilf-Kapelle zum Dank für den Schutz des Ortes vor den Hagelschäden der beiden vergangenen Jahre erbaut.
Aus dem Ersten Weltkrieg kehrten 26 Soldaten aus Bellenberg und aus dem Zweiten Weltkrieg 36 Soldaten nicht mehr zurück. 400 Flüchtlinge und Vertriebene aus deutschen Ostgebieten fanden in Bellenberg eine neue Heimat.
1954 erfolgte der Neubau der Volksschule, der heutigen Lindenschule, mit sechs Unterrichtsräumen, welche 1966 um weitere sechs Unterrichtsräume erweitert wurde. Im selben Jahr erfolgte der Neubau der Turnhalle. Diese wurde zusammen mit der Volksschule 1991 erweitert und umgestaltet. Die Lindenschule wurde als Smart School ausgezeichnet. Des Weiteren bietet die Lindenschule eine Offene Ganztagesschule (OGTS) an, welche ein Betreuungs- und Bildungsangebot nach dem Unterricht darstellt.
In den Jahren 1957 bis 1959 erfolgte der Ausbau der Straßen und die Einführung von Straßennamen und Hausnummern.
Der Kindergarten (heute: Haus des Kindes Guter Hirte), sowie die ehemalige Sportanlage an der Auer Straße und der Gemeinschaftsbau von Rathaus und Raiffeisenbank wird 1964 erstellt. Die Verleihung des Gemeindewappens erfolgt ebenfalls in diesem Jahr. Der Kindergarten wurde 1988 um zwei Gruppenräume und drei Mehrzweckräume erweitert. Zwei weitere Kindergartengruppen wurden im Interimskindergarten im ehemaligen evangelischen Gemeindehaus eingerichtet. Die Gebäude- und Gartengestaltung ist aktuell noch nicht abgeschlossen (Stand: 10/2022).
Bei den Olympischen Sommerspielen 1972 in München gewann Rudolf Mang die Silbermedaille im Gewichtheben des Superschwergewichtes. Ein Jahr später wird Rudolf Mang Weltmeister im Gewichtheben und erhält den Ehrenbrief der Gemeinde Bellenberg.
Zwischen 1974 und 1978 findet die Erschließung und Bebauung der Wohngebiete „Nord I“, „Süd-Ost“ und „Süd“ statt.
Die Selbständigkeit erhält Bellenberg in der Gebietsreform im Jahre 1978.
1995 wird der Bau der Seniorenwohnanlage mit 17 Ein- und Zweizimmerwohnungen im Betreuten Wohnen realisiert.

## Wappen
| | Blasonierung: „Über grünem Schildfuß in Grün ein goldener Dreiberg, darauf ein goldener Laubbaum (Linde).“ |
| Wappenbegründung: Auf dem Schlossberg von Bellenberg stand bis zum Ende des 14. Jahrhunderts eine Burg. Sie war der Mittelpunkt der Herrschaft Bellenberg und wurde im Städtekrieg 1375/77 von den Ulmern zerstört. Später stand an ihrer Stelle auf dem Schlossberg eine Linde, ein Wachbaum. Daran erinnert der goldene Laubbaum im Wappen. Der Dreiberg stellt den Ortsnamenbestandteil 'Berg' dar. Die Farben Grün und Golden sind dem Wappen der Herren von Ellerbach entnommen, die seit 1357 die Herrschaft Bellenberg innehatten. Wappenführung seit 1964. | |

## Einwohnerentwicklung
Zwischen 1988 und 2019 wuchs die Gemeinde von 3769 auf 4531 um 762 Einwohner bzw. um 20,2 %.

## Politik

### Gemeinderat
Der Gemeinderat in Bellenberg setzt sich aus 16 Politikern zusammen:
| Kommunalwahl | Freie Wähler | CSU     | SPD     |
| ------------ | ------------ | ------- | ------- |
| 2008         | 7 Sitze      | 5 Sitze | 4 Sitze |
| 2014         | 8 Sitze      | 6 Sitze | 2 Sitze |
| 2020         | 8 Sitze      | 6 Sitze | 2 Sitze |

### Bürgermeister
| Zeitraum  | Name               | Partei |
| --------- | ------------------ | ------ |
| 1946–1956 | Leopold Vogt       |        |
| 1956–1984 | Johann Zeller      |        |
| 1984–2008 | Roland Bürzle      |        |
| 2008–2020 | Simone Vogt-Keller |        |
| 2020–2021 | Susanne Schewetzky | CSU    |
| ab 2021   | Oliver Schönfeld   |        |

Am 15. März 2020 wurde Susanne Schewetzky (CSU) mit 57,5 % der Stimmen zur neuen Ersten Bürgermeisterin gewählt; die Amtszeit begann am 1. Mai 2020. Deren Vorgängerin war von Mai 2008 bis April 2020 Simone Vogt-Keller, nominiert von CSU und Freien Wählern, die bereits vor ihrer Wahl in der Gemeindeverwaltung als Beamtin tätig gewesen war und 69,8 % der Stimmen erhalten hatte.
Susanne Schewetzky hat zum 1. September 2021 ihren Rücktritt erklärt, die Neuwahl fand am 26. September 2021 statt.
Seit 1. Oktober 2021 ist Oliver Schönfeld Bürgermeister.

## Wirtschaft
Im Ort gibt es etwa 1200 Arbeitsplätze.
Das Bürgersolarkraftwerk auf dem Dach der Turn- und Festhalle erzeugt insgesamt rund 20.000 kWh Strom im Jahr. Die insgesamt acht Eigentümer nahmen die 19,80 kWp leistungsstarke Photovoltaikanlage 2001 in Betrieb. Seit November 2010 betreibt auch die Gemeinde Bellenberg eine eigene Photovoltaikanlage auf dem Dach des Feuerwehrhauses. Auf der Westseite des Daches wurden Dünnschichtmodule mit einer Leistung von 24 kWp mit zwei Wechselrichtern installiert.
Bellenberg ist bekannt durch den Reinigungsgerätehersteller Wap mit über 40-jähriger Geschichte, der 2004 durch Nilfisk übernommen wurde. 2022 arbeiten dort etwa 100 Menschen, in früheren Jahren mit Produktion waren es über 600.

### Grundwasser
In den 1960er und 1970er Jahren sind mutmaßlich krebserregende leichtflüchtige halogenierte Kohlenwasserstoffe aus einer Großreinigung in Bellenberg in das Grundwasser gelangt.
Der Trinkwasser-Grenzwert für diese Substanzen liegt bei höchstens zehn Mikrogramm pro Liter. Messungen zeigen jedoch eine dauerhafte Überschreitung dieses Werts im Grundwasser westlich der Bachstraße und nördlich des Mühlbachs (2008: 43 Mikrogramm je Liter; 2015: 38 Mikrogramm je Liter; 2017: 80 Mikrogramm pro Liter; 2018: 64 Mikrogramm je Liter). Brunnenwasser soll deshalb in Bellenberg nicht zum Gießen oder Reinigen von Gemüse und Obst verwendet werden. Auch zum Baden, Duschen, Befüllen von Planschbecken sowie zum Tränken von Nutztieren ist es nicht geeignet.

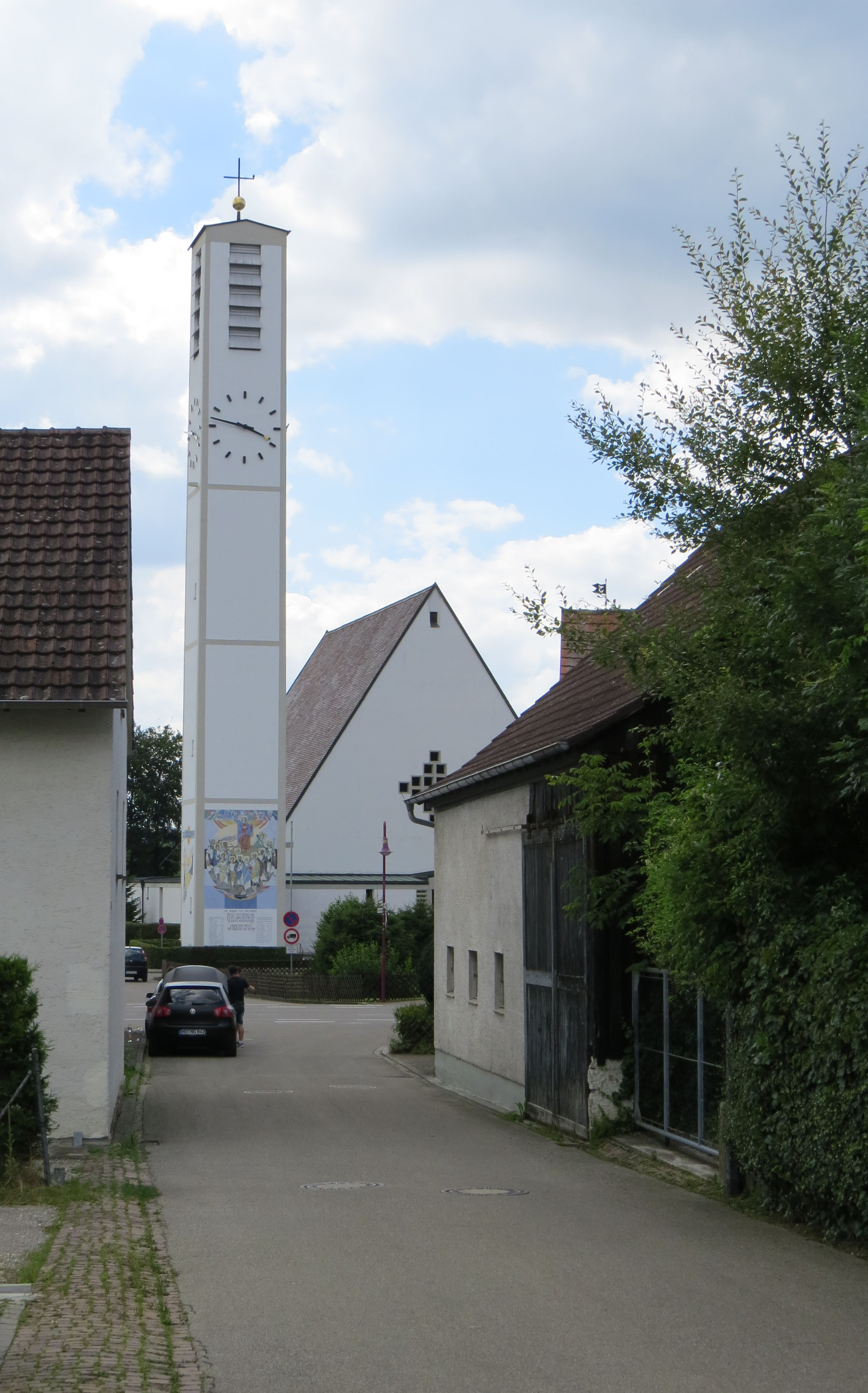
Die neue Pfarrkirche „Unsere liebe Frau vom Rosenkranz“

## Freizeit und Erholung

### Wandern
- „Zeitreise Bellenberg“: Auf 14 Tafeln erfahren Besucher Spannendes und Wissenswertes aus der Entwicklung des Ortes, zusätzlich ist auf jeder Tafel ein Comic-Rätsel für Kinder, welches in einem Quizbogen eingetragen werden kann.[16]
- Wanderweg „Bellenberger Feldkreuze“: Ausgehend vom Rathaus führt der Weg über den rückwärtigen Parkplatz der Raiffeisenbank rechts bis zur Kreuzung Amselweg/Falkenstraße, wo man auf das erste der 14 Feldkreuze antrifft. Vom Flurkreuz Nummer 14 sind es nur wenige Minuten bis zum Ausgangspunkt zurück.

## Persönlichkeiten

### Ehrenbürger
- Rudolf Mang (1950–2018), Weltmeister (1973) und Olympiazweiter (1972) im Gewichtheben des Superschwergewichtes, Ehrenbürger seit 1973
- Guido Oberdorfer (1920–2006), Firmengründer der WAP-Reinigungsgeräte[17] (heute Nilfisk GmbH), Ehrenbürger seit 1980 und Auszeichnung mit dem Ehrenring in Gold 1985, Widmung Straßennamen 1980
- Johann Zeller (1922–1997), Bürgermeister (1956–1984), Ehrenbürger seit 1984 und Auszeichnung mit dem Ehrenring in Gold 1984, Widmung Straßennamen 1987
- Roland Bürzle (1947–2022), Bürgermeister (1984–2008), Ehrenbürger seit 2008, Auszeichnung mit Ehrenring in Gold 2007, Auszeichnung mit Ehrennadel in Gold 2004
- Frank Norbert (* 1947), Ehrenbürger seit 2021, Auszeichnung mit Ehrenring in Gold 2014, Auszeichnung mit Ehrennadel in Gold 2009, Auszeichnung mit Ehrennadel in Silber 2004
- Kurt Bucher (* 1946), Ehrenbürger seit 2021, Auszeichnung mit Ehrenring in Gold 2014, Auszeichnung mit Ehrennadel in Gold 2009, Auszeichnung mit Ehrennadel in Silber 2004

### Sonstige
- Walter Modick (* 1951), Fußballtorwart u. a. beim FC Augsburg und SSV Ulm 1846, geboren in Bellenberg